# Видовдански атентат (1921)
Атентат на регента Александра I Карађорђевића, познат и као Видовдански атентат из 1921. године, је био неуспели атентат на југословенског престолонаследника регента Александра Карађорђевића, који је извршио Спасоје Стејић Баћо, члан КПЈ и учесник Октобарске револуције, који се после доношења „Обзнане“ одлучио на индивидуални терор према властима.
Атентат је извршен неуспешно, приликом регентовог повратка из народне скупштине, где је присуствовао проглашењу „Видовданског устава“. Са скела недовршене зграде Министарства грађевина, на углу Милошеве и Масарикове улице, где је радио као молерски радник, Стејић је бацио је бомбу на регентову кочију, али је она запела за телефонске жице и експлодирала не погодивши циљ. Овај атентат, као и атентат на министра Милорада Драшковића, био је повод за политички обрачун са комунистима. Процес који је вођен против Спасоја Стејића, као и високих функционера Комунистичке партије назван је „Видовдански процес“. Стејић је потом осуђен на смрт, али је пресуда преиначена на 20 година робије.